# Динъюань (броненосец)
«Динъюань» ('Ting Yuen') — головной корабль серии из двух броненосцев, построенных в начале 1880-х годов в Штеттине (Германия) на верфи фирмы «Вулкан» для Бэйянского флота — главного соединения ВМС императорского Китая. В настоящее время воссоздан в виде реплики как корабль-музей.

## История
Во время японо-китайской войны 1894—1895 годов участвовал как флагманский корабль адмирала Дин Жучана в битве близ устья реки Ялу 17 сентября 1894 года, в ходе которой получил серьёзные повреждения, но оставался в строю до отступления вражеской эскадры. При обороне Вэйхавэя в ночь на 4 февраля 1895 года был торпедирован японским миноносцем в Вэйхавэйской бухте и сел на дно. Продолжал вести огонь из башенных орудий по позициям противника. 10 февраля добит японской осадной артиллерией. Перед сдачей крепости команда «Динъюаня» взорвала погреба боезапаса, в результате чего была разрушена вся центральная часть броненосца. В дальнейшем останки корабля были разобраны на металл.

## Реконструкция
К 110-летнему юбилею японо-китайской войны 1894—1895 годов, вызывающей большой интерес в китайском обществе, в КНР было принято решение о воссоздании флагманского корабля Бэйянского флота. В декабре 2002 года на организованной в Вэйхайвэе местным портовым управлением научно-практической конференции были разработаны основные принципы строительства полноразмерной копии броненосца «Динъюань». Строительство началось в конце 2003 года на верфи судостроительного завода «Хайда» в г. Жунчен провинции Шаньдун. 13 сентября 2004 года судно было спущено на воду. 16 апреля 2005 года воссозданный «Динъюань» был доставлен на буксире в Вэйхайвэйскую бухту и поставлен на вечный причал в Портовом парке.
Внешне мемориальный корабль представляет точную копии броненосца «Динъюань», построенную с применением современных технологий (но на части наружных конструкций нанесены декоративные заклепки). Полностью соответствуют исторической эпохе верхняя палуба с основным и вспомогательным артиллерийским вооружением, а также часть жилых кают. Основанная часть трюмных помещений представляет собой музейно-выставочные залы по истории судна, а также японо-китайской войны. «Динъюань» считается самой большой в мире репликой исторического корабля (7220 тонн водоизмещения).